# Чарлстон (Вермонт)
Чарлстон (англ. Charleston) — місто (англ. town) в США, в окрузі Орлінс штату Вермонт. Населення — 1021 особа (2020).

## Демографія
Згідно з переписом 2010 року, у місті мешкали 1023 особи в 447 домогосподарствах у складі 295 родин. Було 672 помешкання
Расовий склад населення:
| - 95,1 % — білих - 1,1 % — корінних американців - 0,1 % — чорних або афроамериканців - 0,1 % — азіатів |

До двох чи більше рас належало 2,9 %. Частка іспаномовних становила 1,9 % від усіх жителів.
За віковим діапазоном населення розподілялося таким чином: 20,3 % — особи молодші 18 років, 61,9 % — особи у віці 18—64 років, 17,8 % — особи у віці 65 років та старші. Медіана віку мешканця становила 49,1 року. На 100 осіб жіночої статі у місті припадало 103,4 чоловіків;  на 100 жінок у віці від 18 років та старших — 102,2 чоловіків також старших 18 років.
Середній дохід на одне домашнє господарство  становив 55 209 доларів США (медіана — 47 578), а середній дохід на одну сім'ю — 65 067 доларів (медіана — 57 083). Медіана доходів становила 32 000 доларів для чоловіків та 30 167 доларів для жінок. За межею бідності перебувало 10,3 % осіб, у тому числі 5,0 % дітей у віці до 18 років та 2,0 % осіб у віці 65 років та старших.
Цивільне працевлаштоване населення становило 530 осіб. Основні галузі зайнятості: освіта, охорона здоров'я та соціальна допомога — 25,5 %, будівництво — 17,5 %, роздрібна торгівля — 16,4 %.